# San Luis del Palmar (Corrientes)
San Luis del Palmar is een plaats in het Argentijnse bestuurlijke gebied San Luis del Palmar in de provincie Corrientes. De plaats telt 15.347 inwoners.